# Население на Руанда
Населението на Руанда според последното преброяване от 2012 г. е 10 515 973 души.

## Численост
Численост на населението според преброяванията през годините:
| Година | Численост  |
| 1978   | 4 831 527  |
| 1991   | 7 157 551  |
| 2002   | 8 128 553  |
| 2012   | 10 515 973 |

## Възрастова сткруктура
(2006)
- 0-14 години: 41,9% (мъжe 1 558 730 / жени 1 548 175)
- 15-64 години: 55,6% (мъже 1 943 268 / жени 1 971 542)
- над 65 години: 2,5% (мъже 83 699 / жени 123 715)

## Коефициент на плодовитост
- 2006: 5,43

## Етнически състав
- 99 % – негри банту
- 1 % – пигмеи
- други:
  - 16 000 – южноазиатци (предимно индийци)
  - 9300 – араби
  - 2500 – французи
  - 300 – британци
  - 100 – белгийци

## Езици
Официални езици в Руанда са френски, английски и киняруанда.

## Религия
- 96,6% – християни
- 4,6% – мюсюлмани